# Кавказский вестник
Кавка́зский ве́стник (рус. дореф. Кавказскій Вѣстникъ) — ежемесячный научно-литературный журнал. Издавался в Тифлисе с 1900 по 1905 годы.

## История издания
Журнал «Кавказский вестник» был создан по инициативе известного в определённых кругах общественного деятеля В. Д. Корганова. Целью его создания было освещение истории, литературы, образования и других отраслевых вопросов Кавказа и соседствующих с ним восточных стран. Издавался на русском языке. Первый номер журнала вышел в январе 1900 года. Его редактором официально считался К. Н. Бегичев, однако основную редакторскую работу фактически проделывал его издатель Корганов, который с октября (№ 10) 1901 года являлся и официальным редактором журнала.
Различные газетные издания того времени довольно положительно отзывались о выходе в свет данного журнала. Так в частности бакинская газета «Каспий» (1900, № 23) и тифлисская «Мшак» (1901, № 4) отмечали, что журнал «Кавказский вестник» реализовал «задачи издаваемого на Кавказе на русском языке периодического издания: изучить жизнь местного населения, знакомить русского читателя на основе фактов и событий с условиями, культурным и идеологическим прогрессом нашей страны». Столичный журнал «Известия книжных магазинов товарищества М. О. Вольф по литературе, наукам и библиографии» (1900, № 4) писал, что «Не многие столичные толстые журналы составляются так интересно и разнообразно, как „Кавказский вестник“, который может послужить образцом для первых».
В 1903 году, перед выездом за границу на лечение, Корганов продал право на издание «Кавказского вестника» общественно-политическому деятелю Г. П. Мелик-Каракозову, который с того же года являлся и редактором журнала. При Мелик-Каракозове «Кавказский вестник» стал выходить нерегулярно, уменьшился объём и сменилась тематика. В 1905 году редактором журнала совместно с Мелик-Каракозовым стал Р. А. Иоаннисиани. В том же году «Кавказский вестник» прекратил своё существование.
Всего вышло 42 номера журнала, из которых 32 было издано при Корганове и 10 при Мелик-Каракозове.

## Разделы и тематика
Бо́льшую часть журнала составлял раздел, посвящённый художественной литературе. Кроме произведений русских авторов (Даниил Мордовцев, Иван Сведенцов, скандально известные Николай Гейнце и Казимир Баранцевич и др.), в нём помещались переводы армянских (Раффи, Александр Ширванзаде, Перч Прошян, Нар-Дос, Ованес Туманян, Петрос Дурян, Рафаэл Патканян, Аршак Чобанян и др.), грузинских (Николоз Бараташвили, Григорий Орбелиани, Акакий Церетели, Шио Арагвиспирели, Симон Авалиани и др.), западноевропейских и восточных авторов (писателей и поэтов).
Особое место в журнале занимало литературоведение и литературная критика. В частности, в нём публиковались арменоведческие и грузиноведческие статьи таких учёных как Н. Я. Марр, Ю. А. Веселовский, А. С. Хаханов, Ш. В. Ланглуа, Г. Гюбшман и др. В отделе критики и библиографии публиковались рецензии на различные монографии по Кавказу и Закавказью, обзоры отдельных номеров закавказских периодических изданий и годовые обзоры прессы.
Рассматривались вопросы просвещения и образования в статьях Я. В. Абрамова, Г. Передельского и др. Подробно приводилась постановка народного образования в странах Европы и США. Рассматривались также экономические и аграрные проблемы Кавказа, в частности отражённые в статьях редактора газеты «Баку» Х. А. Вермишева и исследователя в области животноводства и молочного дела А. А. Калантара.
В журнале систематически публиковались исторические очерки и исследования таких авторов как А. Д. Ерицян, А. Мдивани, М. Глушков, В. Романовский, А. Киптидзе, А. Кусиков, П. О. Бобровский, А. Авдеев и др., а также географическое описание Кавказа К. Ф. Ган, А. Н. Краснова и др.